# Peter Auwärter
Peter Auwärter (* 22. Februar 1969 in Plochingen) ist ein ehemaliger deutscher Tischtennis-Nationalspieler.

## Werdegang
Peter Auwärter begann seine Karriere beim Verein TTC Esslingen, wo er als 13-Jähriger erstmals in der Bundesliga eingesetzt wurde und der er 1985 zur Meisterschaft in der 2. Bundesliga Nord verhalf. 1985 wechselte er zum SSV Reutlingen, mit dessen Herrenmannschaft er auf Anhieb deutscher Vizemeister wurde. 1988 erreichte das Team das Endspiel des ETTU Cups. 1990 schloss er sich dem TSV Sontheim an, weitere Stationen waren TTC Frickenhausen (1995–1997), TTG RS Hoengen (1997–1999, Meister 2. Bundesliga Nord) und FC Neureut (ab 2000).
2000 beendete er seine Profikarriere. Er spielte noch bis 2008 beim SV Bonlanden in der Verbands- und Oberliga, verlegte dann seinen Hobby-Schwerpunkt auf Tennis und begann 2012 wieder mit dem Tischtennis beim TSV Plattenhardt in der Verbandsklasse.
Am 25. März 1987 wurde Peter Auwärter in Salzburg für einen Länderkampf gegen Österreich nominiert, wo er im Mixed mit Ilka Böhning eingesetzt wurde, das er gegen Peter Eckel/Barbara Wiltsche gewann.

## Privat
Peter Auwärter ist beruflich im Bereich Sportmarketing tätig.